# Trương Vĩnh Lễ
Trương Vĩnh Lễ (13 tháng 5 năm 1914 – 23 tháng 10 năm 2011) là chính khách và doanh nhân Việt Nam Cộng hòa từng một thời giữ chức Chủ tịch Quốc hội Việt Nam Cộng hòa.

## Tiểu sử
Trương Vĩnh Lễ sinh ngày 13 tháng 5 năm 1914 tại Sóc Trăng, Nam Kỳ thuộc Liên bang Đông Dương. Ông xuất thân trong một gia đình Công giáo theo nghề báo chí và xuất bản, đồng thời ông cũng là chắt của Trương Vĩnh Ký. Ông đã tốt nghiệp đại học chuyên ngành chính trị, kinh tế và quản trị kinh doanh.
Dưới thời Đệ Nhất Cộng hòa, ông từng làm dân biểu Quốc hội đại diện đơn vị 4 rồi 5 thuộc tỉnh Gia Định với tư cách là đảng viên Tập đoàn Công dân Vụ. Trong Quốc hội khóa 1, ông là phó lãnh đạo khối đa số, rồi đến năm 1957 ông trở thành phó chủ tịch thứ hai. Trong Quốc hội khóa 2 (1959–1963) ông giữ chức Chủ tịch Quốc hội cho đến lúc xảy ra cuộc đảo chính năm 1963 khiến Tổng thống Ngô Đình Diệm bị bắt giữ và sát hại. Sau biến cố năm 1963, chính phủ mới của Tướng Dương Văn Minh liền phong tỏa khối tài sản của ông.
Năm 1971, Nguyễn Cao Kỳ và Trương Vĩnh Lễ cùng nộp đơn tranh cử trong cuộc tuyển cử năm 1971. Sau đó, cả hai người bèn tuyên bố rút khỏi cuộc tuyển cử này, khiến liên danh lúc đấy của Nguyễn Văn Thiệu và Trần Văn Hương trở thành liên danh ứng cử viên duy nhất. Nguyễn Văn Thiệu tái đắc cử chức Tổng thống Việt Nam Cộng hòa với 100% phiếu bầu trong cuộc bầu cử ngày 2 tháng 10 năm đó.
Trương Vĩnh Lễ từng có thời giữ chức Tổng Giám đốc Công ty In ấn Sài Gòn, và xuất bản tờ Thời báo Đông Dương (Le Temps d'Indochinese), tuần báo Viễn Đông (Extreme Asie) và tuần báo Diễn đàn chính đảng. Ông còn làm chủ tịch Nhóm Công dân Việt Nam, chủ tịch Chi nhánh Việt Nam của Liên minh Nghị viện và Liên minh Nhân dân châu Á chống Cộng sản vào năm 1963. Về tổ chức xã hội thì ông cũng là chủ tịch Câu lạc bộ Rotary Sài Gòn và chủ tịch Hiệp hội Việt – Pháp.
Ông qua đời ngày 23 tháng 10 năm 2011 tại Paris, Pháp.

## Đời tư
Trương Vĩnh Lễ theo tín ngưỡng Công giáo. Ông đã kết hôn và có ít nhất bảy người con.